# 埃文 (南达科他州)
埃文（英語：Avon），是美国南达科他州下属的一座城市。根据2010年美国人口普查，该市有人口580人。论人口在本州排行第109。